# 乌勒河畔科尔尼永
乌勒河畔科尔尼永（法語：Cornillon-sur-l'Oule，法語發音：[kɔʁnijɔ̃ syʁ lul]）是法国德龙省的一个市镇，属于尼永斯区。

## 地理
乌勒河畔科尔尼永（44°27'31"N, 5°22'4"E）面积14.55 平方千米，位于法国奥弗涅-罗讷-阿尔卑斯大区德龙省，该省份为法国东南部内陆省份，北起顺时针与伊泽尔省、上阿尔卑斯省、上普罗旺斯阿尔卑斯省、沃克吕兹省和阿尔代什省接壤。
与乌勒河畔科尔尼永接壤的市镇（或旧市镇、城区）包括：阿尔纳永、科尔尼亚克、拉莫特沙朗孔、雷米扎、罗捷、圣迈、维勒佩尔德里。
乌勒河畔科尔尼永的时区为UTC+01:00、UTC+02:00（夏令时）。

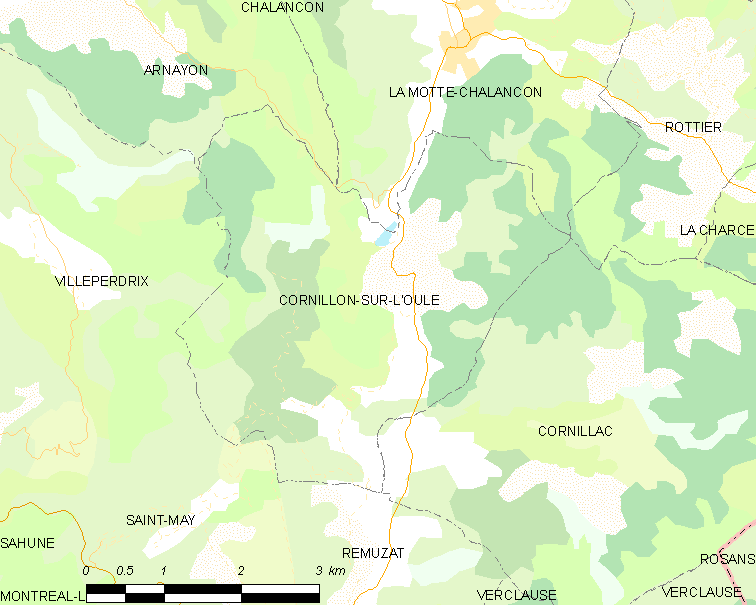
乌勒河畔科尔尼永的OSM定位图

## 行政
乌勒河畔科尔尼永的邮政编码为26510，INSEE市镇编码为26105。

## 政治
乌勒河畔科尔尼永所属的省级选区为尼永斯-巴罗尼县。

## 人口

1962-2008年间乌勒河畔科尔尼永人口变化图示

乌勒河畔科尔尼永于2022年1月1日时的人口数量为75人。